# Andrij Karpow

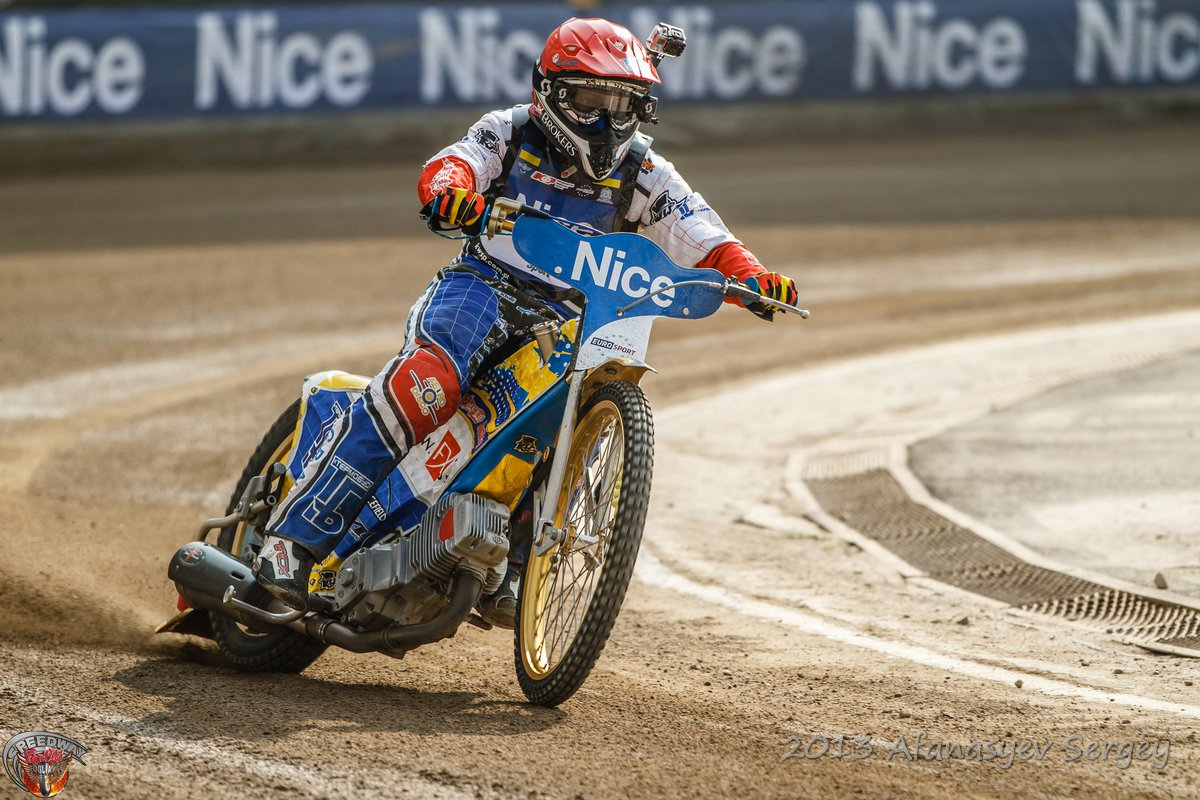

Andrij Karpow, ukr. Андрій Карпов, ros. Andriej Karpow, Андрей Карпов (ur. 16 stycznia 1987 w Czerwonogrodzie) – ukraiński żużlowiec.

## Życiorys
Karpow jest wychowankiem Techniksu Czerwonograd. W polskiej lidze startuje od 2005 roku, gdy w II lidze reprezentując Ukrainę Równe zdobył średnią biegową równą 1,533. W 2006 już w ekstralidze reprezentował Marmę Rzeszów, z którą podpisał dwuletni kontrakt. Jednak w 2007 został wypożyczony do Wybrzeża Gdańsk, a w 2008 automatycznie został zawodnikiem Wybrzeża. W sezonie 2009 związał się z drużyną Startu Gniezno z której został wypożyczony do RKM ROW Rybnik. 
W latach 2019–2020 reprezentował drugoligowe Wilki Krosno. Zajął kolejno jedenaste i piąte miejsce pod względem średniej biegowej. W 2021 roku zawodnik związał się ze Stalą Rzeszów. Z powodu wypadku podczas jednego z treningów nie wystąpił w rozgrywkach ligowych w tym roku. W kolejnym sezonie, w związku z wojną na Ukrainie, pozostał w swoim kraju.
Do jego największych sukcesów należą: srebrny medal Indywidualnych Mistrzostw Europy Juniorów w 2006, złoto (2005) i srebro (2006) Indywidualnych Mistrzostw Ukrainy, złoty medal Indywidualnych Mistrzostw Juniorów Ukrainy (2006), złoty medal Młodzieżowych Drużynowych Mistrzostw Polski (2006).
Ponadto dwukrotnie zdobył brązowy medal Drużynowych Mistrzostw Ukrainy z Techniksem Czerwonograd, dwukrotnie zdobył srebro Indywidualnych Mistrzostw Ukrainy Juniorów, awansował do półfinału Indywidualnych Mistrzostw Świata Juniorów.

## Przynależność klubowa
Polska
- SKA-Speedway Lwów (2004; Ukraina)
- Ukraina Równe (2005; Ukraina)
- Stal Rzeszów (2006)
- Wybrzeże Gdańsk (2007–2008)
- Start Gniezno (2009)
  - RKM ROW Rybnik (2009; wyp.)
- RKM ROW Rybnik (2010–2011)
- GTŻ Grudziądz (2012–2014)
- Wanda Kraków (2015)
- Falubaz Zielona Góra (2016–2017)
- ROW Rybnik (2018)
- Wilki Krosno (2019–2020)
- RzTŻ Rzeszów (2021)[4]

## Osiągnięcia
| Sezon | Miejsce   | Msc   | Pkt                     | Biegi                   |         |
| ----- | --------- | ----- | ----------------------- | ----------------------- | ------- |
| 2005  | Pardubice | 11-13 | odpadnięcie w półfinale | odpadnięcie w półfinale | Ukraina |

| Sezon | Miejsce   | Msc | Pkt                   | Biegi                 |         |
| ----- | --------- | --- | --------------------- | --------------------- | ------- |
| 2004  | Debreczyn | 7   | startował w półfinale | startował w półfinale | Ukraina |
| 2006  | Lendava   | 6   | 13                    | (3,2,3,2,3,u)         | Ukraina |